# Ponte ologrammi

Ponte ologrammi della Federazione

Il ponte ologrammi o sala ologrammi ("Simulatore Ambientale Olografico", in inglese "holodeck") è una tecnologia fantascientifica presente nell'universo di Star Trek. Esso permette di ricreare scene molto realistiche con l'aiuto di una combinazione di campi di forza, replicazione della materia, sistemi di proiezione olografica e tecniche di riproduzione sonora molto sofisticate.
Sebbene vi fossero dei riferimenti già nella serie animata, questa tecnologia viene introdotta ufficialmente nella serie televisiva Star Trek: The Next Generation, nella quale è chiamata (nella traduzione italiana) ponte ologrammi, in quanto occupa parte di uno dei ponti della nave stellare USS Enterprise; nella successiva serie Star Trek: Deep Space Nine, ambientata su una stazione spaziale, sono invece presenti più sale ologrammi, gestite dal barista ferengi Quark.
Nell'universo di Star Trek la tecnologia olografica appare utilizzata soprattutto dal personale della Federazione per scopi ricreativi, scientifici e didattici. Costituisce un espediente narrativo per molte storie: per quanto tale tecnologia sia considerata in genere molto sicura, nelle serie di Star Trek accadono numerosi incidenti nel ponte ologrammi; ad esempio, in un episodio di The Next Generation un'avanzata simulazione olografica del professor Moriarty (il geniale arcinemico di Sherlock Holmes) diventa senziente e assume il controllo dell'astronave, prendendone in ostaggio l'equipaggio. Altri esempi sul funzionamento del ponte ologrammi si possono trovare in alcuni episodi di Star Trek: Voyager.

## Ponte Ologrammi nella realtà
La tecnologia del ponte ologrammi ha colpito l'immaginazione di molti ricercatori seri che si sono posti il problema di stabilire se la suddetta tecnologia potesse essere tradotta in realtà, per cui a questo punto parlando di ponte ologrammi o di holodeck interface è indispensabile chiarire se si faccia riferimento alla tecnologia così come è stata immaginata nella finzione cinematografica oppure ai tentativi di sviluppare dei dispositivi reali ispirati a quelli presentati nei film di Star Trek come ad esempio il dispositivo Microsoft HoloLens.